# جرج کیو
جورج کیو مأمور کهنه‌کار سیا که به فارسی هم تسلط داشت در مهرماه ۱۳۵۸ با پاسپورتی که به نام خودش صادر شده بود از واشینگتن و از طریق آلمان به ایران سفر کرد. او در این سفر در مورد تحرکات نظامی عراق در مرزهای ایران به ابراهیم یزدی وزیر خارجه پیشین ایران و عباس امیرانتظام هشدار می‌دهد که به علت بدگمانی‌های یزدی در مورد آمریکا، اظهارات کیو در مورد نقشهٔ جنگی عراق برای حمله به ایران مورد توجه او قرار نگرفت. به گفتهٔ کیو «روز بعد که انتظام را دوباره دیدم متوجه شدم نه فقط از برنامهٔ جنگی عراق چیزی نمی‌دانستند بلکه از توانایی ارتش ایران در جمع‌آوری اطلاعات هم کاملاً بی‌خبر بودند. او اصلاً در مورد اسم آیبکس یا توانایی‌اش چیزی نشنیده بود.» امیرانتظام این بی‌خبری مسئولان ایرانی از پروژهٔ آیبکس را تأیید کرده است.[۲]

## پیش از انقلاب
وی یکی از مأموران سیا در زمینه راه اندازی سیستم جاسوسی آیبکس در ایران است. به گفتهٔ جورج کیو، مأمور سابق سیا در ایران، یکی از دلایل کلیدزدن این پروژه در ایران توسط محمدرضا شاه، نگرانی او از خطر عراق بود و به همین خاطر حاضرشده‌بود بیش از ۵ میلیارد دلار برای زیرنظرگرفتن تحرکات ارتش عراق هزینه کند. او می‌گوید ۹۰ درصد آیبکس بر عراق متمرکز بوده‌است و دو ایستگاه مخابراتی این پروژه قادر بوده‌اند ارتباطات مخابراتی ارتش عراق را شنود کنند.[۲]

## پس از انقلاب
در مهرماه ۱۳۵۸ با پاسپورتی که به نام خودش صادر شده بود از واشینگتن و از طریق آلمان به ایران سفر کرد. او در این سفر در مورد تحرکات نظامی عراق در مرزهای ایران به ابراهیم یزدی وزیر خارجه پیشین ایران و عباس امیرانتظام هشدار می‌دهد که به علت بدگمانی‌های یزدی در مورد آمریکا، اظهارات کیو در مورد نقشهٔ جنگی عراق برای حمله به ایران مورد توجه او قرار نگرفت.